# Trinidad (Kolorado)
Trinidad – miasto w Stanach Zjednoczonych, w stanie Kolorado, siedziba administracyjna hrabstwa Las Animas.